# 旅の夜風
「旅の夜風」（たびのよかぜ）は、1938年（昭和13年）9月10日に、「悲しき子守唄」とのカップリングでコロムビアレコードから発売された日本の歌謡曲。松竹映画「愛染かつら」の主題歌でもあり、当時としては驚異的である80万枚を超すヒットを記録した歌であった（120万枚とも）。

## 概要
「旅の夜風」は作詞：西條八十、作曲：万城目正。「悲しき子守唄」は作詞：西条八十、作曲：竹岡信幸。「旅の夜風」の歌は霧島昇、ミス・コロムビアで、「悲しき子守唄」の歌はミス・コロムビアのみである。霧島とミス・コロムビアの名が全国的に広まるとともに、2人を結びつけるキッカケにもなった歌である。
「旅の夜風」は第二次世界大戦後に藤原良・高石かつ枝、神戸一郎・青山和子、藤巻潤・都はるみの各コンビでカバーされた。オリジナル歌手の一人である霧島昇も九条万里子とのコンビで1967年に再録音し、『誰か故郷を想わざる 霧島昇愛唱歌集』（ALS-4229）に収録している。2007年には氷川きよしのアルバム『演歌名曲コレクション7〜あばよ・きよしのソーラン節〜』でカバーされた。
うたごえ喫茶で愛唱された「北上夜曲」のメロディは、「悲しき子守唄」にヒントを得て作られたと言われている。

### 映画主題歌としての発表
『婦人倶楽部』に連載していた『愛染かつら』の映画化が決まった時、原作者の川口松太郎はこの作品を書く上で西條の『母の愛』という詩からヒントを得たことから、西條が映画の主題歌を手掛けることを要望した。
タイトルバックや、田中絹代演じるヒロインの高石かつ枝が新橋駅のプラットホームに駆けつけ、上原謙演じる恋人の津村浩三の後を追って京都へ行くも会うことが出来ずに、悄然と京都の町を歩くシーンなどで流された。「続愛染かつら」「愛染かつら完結篇」などの続編が作られるほどに映画はヒットし、川口の原作が良かった、田中と上原の二大スターの顔合わせが客を呼んだ、など色々な要因があるといわれたが、やはり一入に主題歌が大ヒットしたからであるといわれている。
なお、高石かつ枝が歌手になってステージで歌った「悲しき子守唄」は、田中絹代は歌わず、ミス・コロムビアのレコードをかけていたため、口だけ動かすという形になっている。

### 歌詞
オリジナルの3番の歌詞には「加茂の河原に秋長けて肌に夜風が沁みるとも」という部分があったが、霧島がテストでも本番でも「肌に夜風が沁みわたる」と歌唱してしまい、立ち会っていた西條も渋々承認したことから、それがそのまま定着した。戦後、藤原によってカバーされた際にオリジナルの歌詞で歌ったところ、「歌詞を間違えている」とファンからのクレームがコロムビアに殺到し、霧島と同様に歌うこととなった。
1番の歌詞にある「ほろほろ鳥」はアフリカに生息するホロホロチョウのことではなく、ヤマドリのことである。